# Liga Mexicana 1913/14
In 1913/14 werd het twaalfde seizoen gespeeld van de Liga Mexicana de Football Amateur Association, de hoogste voetbalklasse van Mexico. España werd kampioen.

## Eindstand
| Plaats | Club       | Wed. | W | G | V | Saldo | Ptn. |
| ------ | ---------- | ---- | - | - | - | ----- | ---- |
| 1.     | España FC  | 8    | 4 | 3 | 1 | 12:5  | 11   |
| 2.     | Rovers FC  | 8    | 5 | 1 | 2 | 8:6   | 11   |
| 3.     | Pachuca AC | 8    | 4 | 2 | 2 | 11:4  | 10   |
| 4.     | CF México  | 8    | 2 | 1 | 5 | 7:12  | 5    |
| 5.     | Reforma    | 8    | 1 | 1 | 6 | 5:16  | 3    |

|  | Kampioen                                 |
|  | Rovers FC werd na dit seizoen ontbonden. |

### Kampioen
| Liga Mexicana de 1913/14   |
| Mexico                     |
| -------------------------- |
| ESPAÑA Kampioen (1° titel) |

## Topschutters
| Speler                      | Speler             | Goals | Club      |
| --------------------------- | ------------------ | ----- | --------- |
| Vlag van Spanje (1785-1931) | Bernardo Rodríguez | 6     | España FC |